# (35392) 1997 XD5
1997 XD5 (asteroide 35392) é um asteroide da cintura principal. Possui uma excentricidade de 0.04560180 e uma inclinação de 6.21893º.
Este asteroide foi descoberto no dia 6 de dezembro de 1997 por ODAS em Caussols.